# Липовка (Духовницкий район)
Липовка — село в Духовницком районе Саратовской области, административный центр сельского поселения Липовское муниципальное образование.
Население - 501 (2010)

## География
Липовка находится на левом берегу Волги в 15 километрах восточнее районного центра Духовницкого и 245 километрах севернее Саратова. В селе протекает правый приток Малого Иргиза — река Стерех.
Через Липовку пролегает автодорога Духовницкое — Пугачёв, ходит рейсовый автобус из районного центра. Ближайшая железнодорожная станция — Тополек Приволжской региональной железной дороги, 60 километров.

## История
До образования Духовницкого района Липовка была центром одноимённой волости Николаевского уезда Самарской губернии. Численность населения по данным переписи 1859 года составляла 3089 человек, в 1910 году — 7201 человек. К храму в Липовке были приписаны библиотека и три школы: начальная и две церковно-приходских. Также функционировали врачебный, фельдшерский и акушерный пункты, два земских училища, старообрядческий приход, три ярмарки и воскресные базары.
В годы Гражданской войны в селе командованием армии Самарского Учредительного собрания была размещена группа формирования белогвардейских частей, производились аресты сторонников и семей красноармейцев, дислоцировался отряд чешских войск, входивший в состав группировки полковника Чечека.
22 июня 1928 года в Липовке состоялся съезд, на котором было решено сформировать новый район с центром в Духовницком.
Имеется сельский дом культуры, средняя общеобразовательная школа, восстанавливается церковь.

### Достопримечательности
На центральной площади села стоит памятник героям Великой Отечественной войны, мемориал в честь героев Гражданской и Великой Отечественной войны - жителей Липовки и соседнего села Беленки, храм в честь Покрова Божией Матери 1826 года постройки. Изначально однопрестольный, храм был построен на средства В. Чичериной. Правый и левый приделы, во имя Пресвятой Троицы и во имя святого великомученика Георгия Победоносца соответственно, были пристроены позже.
Каменная церковь в Липовке — единственная сохранившаяся районе. После возвращения здания епархии возобновлены богослужения, ведётся ремонт.

## Фотогалерея

Виды села
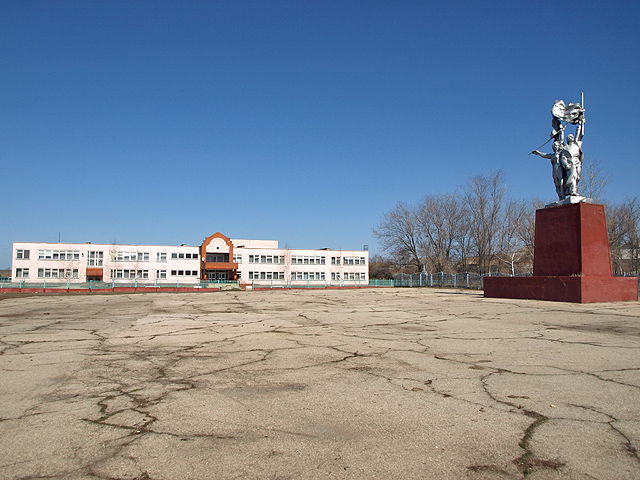
Школа и памятник
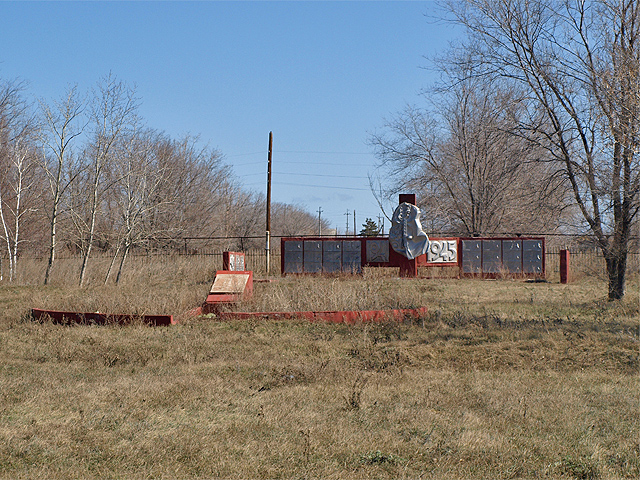
Мемориал
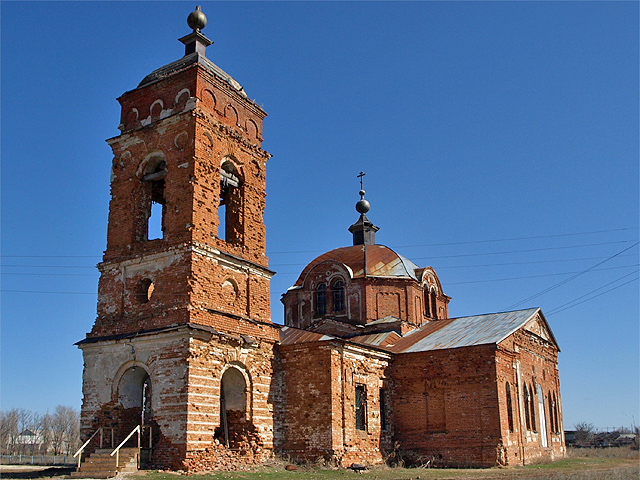
Церковь
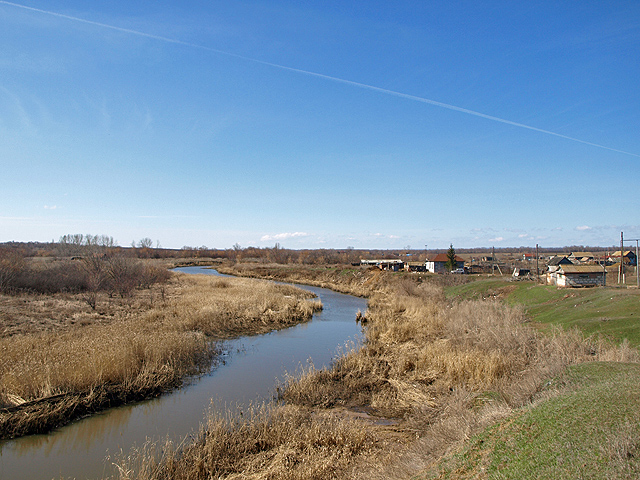
Стерех на юго-западе Липовки

## Известные личности
- Бармотин, Сильверст Акимович (1896-19??), советский военачальник, полковник, кавалер орденов Ленина, Красного Знамени, Кутузова и Богдана Хмельницкого.
- Бескровнов, Пётр Максимович (1900—1955), советский военачальник, генерал-лейтенант артиллерии, кавалер орденов Ленина, Красного Знамени[7]
- Калягин, Александр Яковлевич (1900—2000), советский военачальник, заместитель командующего войсками ПВО СССР, кавалер орденов Ленина, Жукова, Красного Знамени[8]